# Правительство Республики Карелия
Правительство Республики Карелия — постоянно действующий высший исполнительный орган государственной власти Республики Карелия.

## Общие положения
Правительство Республики Карелия возглавляет Глава Республики Карелия, который формирует состав Правительства Республики Карелия.
Правительство Республики Карелия осуществляет свою деятельность на основе Конституции Российской Федерации, федеральных конституционных законов, федеральных законов и иных нормативных правовых актов Российской Федерации, Конституции Республики Карелия, Закона Республики Карелия «О Правительстве Республики Карелия» от 5 февраля 2013 года № 1679-ЗРК и иных нормативных правовых актов Республики Карелия.

## История
В августе 1990 года Верховный Совет Карельской АССР принял «Декларацию о государственном суверенитете Карельской АССР».
На десятой сессии Верховного Совета Карельской АССР 12 созыва 13 ноября 1991 года было принято решение об изменении названия республики. Карельская АССР была преобразована в Республику Карелия.
12 декабря 1993 года в ходе всероссийского референдума была принята Конституция Российской Федерации. 24 декабря 1993 года была принята новая редакция Конституции Республики Карелия, которая предусматривала учреждение Конституционного суда Республики Карелия, должности Председателя Правительства Республики Карелия, избрание Законодательного собрания Республики Карелия.
Согласно Конституции Республики Карелия 1993 года, Правительство Республики Карелия формировал и возглавлял избираемый всенародно сроком на 4 года Председатель Правительства Республики Карелия, который являлся одновременно главой исполнительной власти и высшим должностным лицом Республики Карелия.
В 2002 году была введена должность премьер-министра Правительства Республики Карелия, упразднённая в 2010 году.
18 февраля 2016 года Глава Карелии Александр Худилайнен подписал указ «Об отставке Правительства Республики Карелия».
24 марта 2016 года Законодательным собранием Республики Карелия были приняты законопроекты о внесении изменений в Конституцию Республики Карелия, в Закон Республики Карелия «О Правительстве Республики Карелия», а также в Закон «О некоторых вопросах государственной гражданской службы и правового положения лиц, замещающих государственные должности». Вновь введена должность премьер-министра Правительства Республики Карелия — первого заместителя Главы Республики Карелия. Глава Республики Карелия — руководитель исполнительной власти Республики Карелия.
Указом от 6 апреля 2016 года № 21 была утверждена новая структура правительства.
Указом Главы Республики Карелия от 25 сентября 2017 № 108 была утверждена новая структура правительства.
| Срок полномочий               | Должность руководителя правительства                        | Руководитель правительства     |
| ----------------------------- | ----------------------------------------------------------- | ------------------------------ |
| 13 ноября 1991 — 14 июля 1994 | Председатель Совета министров (должность упразднена в 1994) | Блинников, Сергей Петрович     |
| 17 мая 1994 — 1 июня 1998     | Председатель правительства                                  | Степанов, Виктор Николаевич    |
| 1 июня 1998 — 12 мая 2002     | Председатель правительства (должность упразднена в 2002)    | Катанандов, Сергей Леонидович  |
| 12 мая — 31 декабря 2002      | Премьер-министр                                             | Катанандов, Сергей Леонидович  |
| 1 января 2003 — 27 июля 2010  | Премьер-министр                                             | Чернов, Павел Викторович       |
| 28 июля — 26 августа 2010     | Премьер-министр (должность упразднена в 2010)               | Нелидов, Андрей Витальевич     |
| 26 августа 2010 — 22 мая 2012 | Глава Республики                                            | Нелидов, Андрей Витальевич     |
| 24 мая 2012 — 15 февраля 2017 | Глава Республики                                            | Худилайнен, Александр Петрович |
| 15 февраля — 27 марта 2017    | Глава Республики                                            | Парфенчиков, Артур Олегович    |
| с 27 марта 2017               | Премьер-министр                                             | Чепик, Александр Евгеньевич    |

## Состав правительства Республики Карелия
Структура правительства Республики Карелия утверждена Указом Главы Республики Карелия от 25 сентября 2017 № 108 «О составе Правительства Республики Карелия»:
- Первый заместитель Главы Республики Карелия — Премьер-министр Правительства Республики Карелия;
- Заместитель Главы Республики Карелия — Руководитель Администрации Главы Республики Карелия;
- Заместитель Главы Республики Карелия по внутренней политике;
- Заместитель Главы Республики Карелия по взаимодействию с правоохранительными органами;
- Заместитель Главы Республики Карелия — Постоянный представитель Республики Карелия при Президенте Российской Федерации;
- Представитель Главы Республики Карелия в Законодательном Собрании Республики Карелия;
- Заместитель Премьер-министра Правительства Республики Карелия по вопросам экономики;
- Заместитель Премьер-министра Правительства Республики Карелия по социальным вопросам;
- Заместитель Премьер-министра Правительства Республики Карелия по развитию инфраструктуры;
- Заместитель Премьер-министра Правительства Республики Карелия — Министр сельского и рыбного хозяйства Республики Карелия;
- Министр финансов Республики Карелия;
- Министр экономического развития и промышленности Республики Карелия;
- Министр имущественных и земельных отношений Республики Карелия;
- Министр природных ресурсов и экологии Республики Карелия;
- Министр здравоохранения Республики Карелия;
- Министр социальной защиты Республики Карелия;
- Министр культуры Республики Карелия;
- Министр образования Республики Карелия;
- Министр строительства, жилищно-коммунального хозяйства и энергетики Республики Карелия;
- Министр национальной и региональной политики Республики Карелия;
- Министр по дорожному хозяйству, транспорту и связи Республики Карелия;
- Министр по делам молодежи, физической культуре и спорту Республики Карелия.

## Полномочия правительства
- Осуществляет меры по реализации, обеспечению и защите прав и свобод человека и гражданина, охране собственности и общественного порядка, противодействию терроризму и экстремизму, борьбе с преступностью
- Разрабатывает для представления Главой Республики Карелия в Законодательное Собрание Республики Карелия проект бюджета Республики Карелия, а также проекты программ социально-экономического развития Республики Карелия
- Обеспечивает исполнение бюджета Республики Карелия и готовит отчёт об исполнении указанного бюджета и отчеты о выполнении программ социально-экономического развития Республики Карелия для представления их Главой Республики Карелия в Законодательное Собрание Республики Карелия
- Формирует иные органы исполнительной власти Республики Карелия
- Управляет и распоряжается собственностью Республики Карелия в соответствии с законами Республики Карелия, а также управляет федеральной собственностью, переданной в управление Республике Карелия в соответствии с федеральными законами и иными нормативными правовыми актами Российской Федерации;
- Вправе предложить органу местного самоуправления, выборному или иному должностному лицу местного самоуправления привести в соответствие с законодательством Российской Федерации изданные ими правовые акты в случае, если указанные акты противоречат Конституции Российской Федерации, федеральным законам и иным нормативным правовым актам Российской Федерации, Конституции Республики Карелия, законам и иным нормативным правовым актам Республики Карелия, а также вправе обратиться в суд
- Осуществляет иные полномочия, установленные федеральными законами, Конституцией Республики Карелия и законами Республики Карелия, а также соглашениями с федеральными органами исполнительной власти, предусмотренными статьей 78 Конституции Российской Федерации.